# Coimbra (Minas Gerais)
Coimbra es un municipio brasilero del estado de Minas Gerais. Se localiza a una latitud 20º51'24" sur y a una longitud 42º48'10" oeste, estando a una altitud de 720 metros. Su población estimada en 2004 era de 7.060 habitantes. Posee un área de 107,12 km². 